# Nobody Wants to Be Lonely
Singles par Ricky Martin
She Bangs
(2000) Loaded
(2001)
Singles par Christina Aguilera
Pero Me Acuerdo de Ti 
(2000) Falsas esperanzas
(2001)
Nobody Wants to Be Lonely est une chanson du chanteur Ricky Martin et de la chanteuse américaine Christina Aguilera, sortie en 2001. Ricky Martin a aussi enregistré ce single en espagnol.
La vidéo a été réalisée par Wayne Isham. La chanson est incluse dans la version internationale de l'album (best-of) des plus grands succès d'Aguilera, Keeps Gettin' Better: A Decade of Hits.
Cette chanson est aussi présente dans la Bande Originale de Hercule, à la suite de sa collaboration avec les studios Disney.
La chanson a été nommée aux Grammy Award 2002 dans la catégorie « Best Pop Collaboration with Vocals », mais s'est fait dépasser par « Lady Marmalade » par Christina Aguilera, Lil'Kim, Mya et P!nk.

## Classement dans les Charts
| Classement (2001)                            | Meilleur position |
| -------------------------------------------- | ----------------- |
| États-Unis - Billboard Hot 100               | 13                |
| États-Unis - Billboard Latin Songs 100,      | 9                 |
| États-Unis - Billboard Latin Pop Songs,      | 4                 |
| États-Unis - Billboard Tropical Songs        | 12                |
| États-Unis - Billboard Hot Dance Club Play   | 12                |
| Australie - Australian ARIA Singles Chart    | 8                 |
| Autriche - Austrian Singles Chart            | 13                |
| Belgique - Belgian Singles Chart             | 11                |
| Canada - Canadian Singles Chart              | 4                 |
| Espagne - Spanich Singles Chart              | 19                |
| Pays-Bas - Dutch Top 40                      | 4                 |
| Danemark - Danish Singles Chart              | 6                 |
| Allemagne - German Singles Chart             | 5                 |
| France - French Singles Chart                | 28                |
| Irlande - Irish Singles Chart                | 12                |
| Nouvelle-Zélande - New Zealand Singles Chart | 1                 |
| Italie - Italian Singles Chart               | 2                 |
| Norvège - Norwegian Singles Chart            | 5                 |
| Suède - Swedish Singles Chart                | 3                 |
| Suisse - Swiss Singles Chart                 | 2                 |
| Royaume-Uni - UK Singles Chart               | 4                 |
| - United World Chart                         | 1                 |
| - Ventes (Singles & Airplay)                 | 3.857.000         |

## Certifications
Australie certification :  Platine
 Suède certification :  Or
 Suisse certification :  Or